# Robert Conrad
Robert Conrad (født 1. marts 1935, død 8. februar 2020) var en amerikansk skuespiller og instruktør. Han blev især kendt for sin hovedrolle i tv-serien The Wild Wild West.